# Norberto Barba
Pour les articles homonymes, voir Barba (homonymie).
Norberto Barba (né le 12 septembre 1963) est un réalisateur de télévision américain. Il est surtout connu pour son travail sur les séries télévisées Grimm et New York, unité spéciale.

## Biographie
Natif du Bronx, dans l'État de New York, Barba étudie à la Regis High School (New York) (en), à l'Université Columbia et, plus tard, à l'USC School of Cinematic Arts. Après avoir obtenu son diplôme, il devient assistant réalisateur à l'American Film Institute.
Barba commence sa carrière de réalisateur en 1992 avec le court métrage Chavez Ravine, qui raconte l'histoire d'un père et de son fils qui, au milieu des années 1950, défendent leur foyer contre des promoteurs immobiliers voulant construire le Dodger Stadium. Par la suite, il réalise Blue Tiger (1994), Le Guerrier d'acier (1996) et Apollo 11 (1996), puis se spécialise dans la réalisation d'émissions de télévision.
Il travaille ainsi sur des séries telles New York Undercover, Unité 9, Resurrection Blvd. (en), Mes plus belles années, Les Experts : Miami, Numb3rs, Les Experts : Manhattan, Blade, Fringe, Grimm, New York, section criminelle, New York, unité spéciale, Threshold : Premier Contact, Kojak et NIH : Alertes médicales.

## Filmographie
- 2022 : Reacher (série TV) - 1 épisode

## Crédit d'auteurs
- (en) Cet article est partiellement ou en totalité issu de l’article de Wikipédia en anglais intitulé « Norberto_Barba » (voir la liste des auteurs).